# Wes
 (octobre 2010).
Si vous disposez d'ouvrages ou d'articles de référence ou si vous connaissez des sites web de qualité traitant du thème abordé ici, merci de compléter l'article en donnant les références utiles à sa vérifiabilité et en les liant à la section « Notes et références ».
Pour les articles homonymes, voir Wes.
Ne doit pas être confondu avec Wess (chanteur).
Wes Madiko, mieux connu sous le mononyme Wes, est un chanteur et musicien d'origine camerounaise, né le 15 janvier 1964 à Mouataba (Cameroun) et mort le 25 juin 2021 à Alençon.
Il est principalement connu pour le titre Alane, tube de l'été en 1997, la chanson In Youpendi utilisée dans le film Le Roi lion 2, ainsi que pour sa collaboration avec le groupe Deep Forest.

## Biographie

### Jeunesse et débuts
Wes Madiko naît le 15 janvier 1964 à Mouataba, un village situé à cent kilomètres environ de la ville de Douala, dans la commune de Njombe-Penja, dans le département du Moungo. 
En 1974, à l'âge de dix ans, Wes Madiko devient le chef du groupe Kwa Kwassi, nom qui signifie « penser juste ». Cette formation musicale réunit les jeunes les plus talentueux du village, ceux qui ont reçu une instruction sur l'art et l'histoire bantous. En 1987, Wes est repéré par des touristes lors d'un concert de Kwa Kwassi. Il quitte alors le Cameroun pour l'Europe.

### Carrière
En 1988, il crée le groupe Fakol avec Benjamin Valfroy et Jo Sene. Fakol se produit aux Pays-Bas et plusieurs autres pays d'Europe. 
En plus de sa carrière musicale, Wes commence à s'investir dans les œuvres sociales. Il se rend dans des écoles à Lille et travaille avec des enfants. Il prend grand plaisir à promouvoir la « sagesse des éléphants » et l'histoire antique de l'Afrique. En 1990, le frère puis le père de Wes meurent. Ces événements conduisent Wes à méditer sur la fragilité de la vie. Il déclare alors : « Il arrive des moments où le sentiment d'impuissance vous saisit et menace de vous briser, mais vous laisse planter là, en vous convaincant qu'il y a un souffle de vie quelque part »[réf. nécessaire]. 
En 1992, il se rend aux États-Unis pour une tournée de promotion de son album Roots. Peu après, il rencontre dans un magasin d'instruments de musique Bernard Delhalle photographe et ami intime de Michel Sanchez et Bernard lui organise une rencontre avec Michel. Il connaît le succès avec l'album Welenga (en), composé, arrangé et produit par Michel Sanchez, fondateur de Deep Forest. En 1996, ce dernier et Wes composent et écrivent le titre Alane. La chanson, issue de l'album Welenga sorti en mai 1997 et dont la chorégraphie est signée par Mia Frye, est un tube de l'été en Europe. Wes devient alors le second artiste africain à remporter un disque de diamant (single) en France, le 25 juin 1997 (après Khaled, le 15 janvier 1997, pour son single Aïcha). 
Il sort en single l'hymne officiel du Cameroun pour la Coupe du monde de football 1998. La même année, sa chanson In Youpendi est utilisée dans le générique de fin du film Le Roi lion 2. 
En 2001, sort un premier remix d'Alane[réf. nécessaire]. En 2010, il interprète Sela Sela avec Zahra Universe. Cette chanson est ensuite utilisée comme hymne de la Coupe d'Afrique des nations 2013.
En juin 2020, le DJ Robin Schulz publie un remix du titre Alane qui obtient un bon classement dans plusieurs pays. Wes apparaît dans le clip de la chanson[réf. nécessaire].

### Vie privée
En 2006, avec sa femme Katia et leurs cinq enfants, ils s'installent en France, à Alençon[réf. nécessaire].

### Mort
Le 25 juin 2021, après plusieurs jours dans le coma, il décède à l'hôpital d'Alençon, à la suite d’une opération médicale due à une infection nosocomiale.
Le célèbre DJ allemand Robin Schulz, avec qui il a participé pour faire un remix du tube Alane en 2020, lui rend hommage sur les réseaux sociaux.

## Discographie

### Albums
- Welenga (en) (1998) (#5 AUT; #13 SUI; #14 GER)
- Sinami (2000)
- Melowe (2010)

### Singles
- Welenga
- Alane (1997) (#1 FRA; #1 BEL; #1 NED; #1 AUT; #2 GER; #4 SUI; #11 GBR)
- Awa Awa (1997) (#27 NED)
- Midiwa Bôl (I Love Football) (1998) (hymne officiel du Cameroun pour la Coupe du monde de football 1998) (#49 SUI; #71 GER; #75 GBR; #94 FRA)
- Sela-Sela (Dance Together) (2010) featuring Zahra
- Sela-Sela (Dance Together) (2010) featuring Zahra and Bossman

### Sinami[Quoi ?]
- Keli Maye (2000)

### Autres
- Doutou (1999)
- In Youpendi (1999)
- Awa Awa (Remix) (2001) (#31 GER)
- Alane (Remix) (2001) (#52 GER)

### Remixes
- Awa Awa remixé par Junior Vasquez (en)
- Alane remixé par Tony Moran, Trouser Enthusiasts, Chris "The Greek" Panaghi et Philcat
- Midiwa Bôl (I Love Football) remixé par Forthright
- Keli Maye remixé par Soda Club